# Fiat 20-30 HP
La FIAT 20-30 HP è un'autovettura prodotta dalla FIAT dal 1908 al 1910.
Aveva un motore a quattro cilindri di 4939 cm³ di cilindrata, erogante 35 cv di potenza a 1400 giri/min. Raggiungeva una velocità massima compresa tra i 70 e i 75 km/h.
Il cambio era a quattro rapporti. I freni erano sull'albero di trasmissione, mentre il freno di stazionamento era sulle ruote posteriori. L'accensione era a magnete .